# Lithocarpus leptogyne
Lithocarpus leptogyne är en bokväxtart som först beskrevs av Pieter Willem Korthals, och fick sitt nu gällande namn av Engkik Soepadmo. Lithocarpus leptogyne ingår i släktet Lithocarpus och familjen bokväxter. Inga underarter finns listade.